# Pat Quinn (homme politique)
Pour les articles homonymes, voir Quinn.
Patrick Joseph Quinn, né le 16 décembre 1948 à Hinsdale (Illinois), est un homme politique américain, membre du Parti démocrate. Il est gouverneur de l'Illinois de 2009 à 2015.

## Biographie

### Enfance, études
Pat Quinn est né à Hinsdale dans l'Illinois. Il fait ses études primaires et secondaires dans l'enseignement catholique. Diplômé de la Georgetown University en 1971, il obtient un doctorat en droit de l'université Northwestern en 1980.

### Carrière politique
Militant du Parti démocrate, il dirige dans les années 1970 une campagne de signature pour une pétition demandant un changement constitutionnel favorisant le recours au référendum d'initiative populaire et les procédures d'impeachment, contre les représentants publics dans l'Illinois. La Cour suprême de l'État la juge anticonstitutionnelle.
Assistant du gouverneur Dan Walker, il est à l'origine de plusieurs réformes portant sur l'éthique et de celle qui réduit le nombre d'élus à la Chambre des représentants de l'Illinois de 177 à 118.
En 1982, Quinn est élu commissaire aux taxes pour le comté de Cook. En 1986, il échoue dans l'élection du trésorier de l'Illinois puis rejoint l'administration de la ville de Chicago, alors dirigée par Harold Washington, pour y être directeur des impôts.
En 1990, il est élu au poste de trésorier de l'Illinois, où il se montre très critique des méthodes du secrétaire d'État, George Ryan, futur gouverneur qui est jugé coupable de corruption. En 1994, lors de l'élection au poste de gouverneur, Quinn défie Ryan mais est battu. Deux ans plus tard, il tente de se faire élire sénateur mais est battu dès les élections primaires par Dick Durbin.
En 2002, candidat au poste de lieutenant-gouverneur, il est élu à cette fonction au côté de Rod Blagojevich, élu gouverneur. Ils sont tous deux réélus en 2006.

#### Gouverneur de l'Illinois
Le 29 janvier 2009, à la suite de la destitution par le Sénat de l'Illinois de Blagojevich pour corruption, Quinn devient gouverneur de l'Illinois. Le 2 février 2010, il remporte d'une courte tête la primaire démocrate pour le poste de gouverneur avec 50,3 % contre Dan Hynes qui obtient quant à lui 49,7 %. Donné perdant par la majorité des sondages, Quinn remporte malgré tout l'élection le 2 novembre suivant avec 46,6 % des voix face au sénateur d'État républicain Bill Brady qui obtient 46,1 %.
Le 9 mars 2011, Pat Quinn signe la loi abolissant la peine de mort dans l’État de l'Illinois.
En novembre 2012, il annonce qu'il sera candidat à un nouveau mandat de gouverneur en 2014. Le même mois, un sondage montre que les habitants de l'Illinois sont 64 % à désapprouver son action de gouverneur.
Le 4 novembre 2014, il est battu à l'issue de l'élection en obtenant 46,35 % des voix, par le candidat républicain Bruce Rauner qui est élu en totalisant 50,27 %. Ce dernier succède à Pat Quinn le 12 janvier 2015.

### Après le poste de gouverneur
En 2018, il se présente au poste de procureur général de l'Illinois pour succéder à la démocrate Lisa Madigan. Rassemblant un peu plus de 25 % des suffrages, il arrive en deuxième position de la primaire démocrate ; s'il devance six autres candidats, il est distancé par le sénateur Kwame Raoul (environ 30 % des voix). Quinn arrive dans tête dans les parties rurales de l'État tandis que Raoul remporte la région de Chicago.